# Greater Banjul Area
Greater Banjul Area ist eine von sechs Verwaltungseinheiten im Westen von Gambia.

## Geographie
Die 88 km² große Verwaltungseinheit mit 454.233 Einwohnern (Berechnung 2013) nimmt eine Sonderstellung unter den Regionen ein. In ihr sind die Hauptstadt Banjul (City of Banjul) und die Gemeinde Kanifing (Kanifing Municipal) zusammengefasst.
In dieser Verwaltungseinheit, die weniger als ein Prozent der Landfläche einnimmt, lebt etwa ein Viertel der Bevölkerung Gambias.

### Verwaltungsbezirke
- Banjul
- Kanifing Municipal (KMC)

### Orte
- Banjul, Bakau und Serekunda

## Einwohnerentwicklung
| \| Jahr \| Einwohnerzahl \| Bemerkung \| \| ---- \| ------------- \| ------------ \| \| 1963 \| 40.017 \| Volkszählung \| \| 1973 \| 78.185 \| Volkszählung \| \| 1983 \| 145.612 \| Volkszählung \| \| 1993 \| 270.540 \| Volkszählung \| \| 2003 \| 357.238 \| Volkszählung \| \| 2005 \| 379.780 \| Berechnung \| \| 2006 \| 391.231 \| Berechnung \| \| 2007 \| 402.753 \| Berechnung \| \| 2008 \| 414.445 \| Berechnung \| \| 2009 \| 425.992 \| Berechnung \| \| 2010 \| 437.531 \| Berechnung \| \| 2012 \| 460.906 \| Berechnung \| \| 2013 \| 454.233 \| Berechnung \| |               |              |
| Jahr | Einwohnerzahl | Bemerkung    |
| 1963 | 40.017        | Volkszählung |
| 1973 | 78.185        | Volkszählung |
| 1983 | 145.612       | Volkszählung |
| 1993 | 270.540       | Volkszählung |
| 2003 | 357.238       | Volkszählung |
| 2005 | 379.780       | Berechnung   |
| 2006 | 391.231       | Berechnung   |
| 2007 | 402.753       | Berechnung   |
| 2008 | 414.445       | Berechnung   |
| 2009 | 425.992       | Berechnung   |
| 2010 | 437.531       | Berechnung   |
| 2012 | 460.906       | Berechnung   |
| 2013 | 454.233       | Berechnung   |